# Асарская волость
Асарская волость (латыш. Asares pagasts) — одна из двадцати пяти территориальных единиц Екабпилсского края Латвии. Находится в южной части края. Граничит с Акнистской, Рубенской и Гарсенской волостями своего края и Продской волостью Даугавпилсского края.
Крупнейшими населёнными пунктами волости являются сёла: Асаре (волостной центр), Анцене, Варкава, Доминиеки, Бубули, Кажемяки, Ванаги, Кокнеши.
В селе Асаре находятся Асарская лютеранская церковь и сохранившееся здание бывшего Асарского поместья.
По территории волости протекают реки: Цирульупите, Добе, Двиете, Дзирнавупите. Крупные водоёмы: озёра Зую и Добес.

## История
Асарская волость была первоначально сформирована на землях Асарского поместья, где в 1866 году начала работать волостная администрация. В 1889 году она была объединена с Гарсенской волостью. После 1918 года Асарская волость вновь стала самостоятельной территориальной единицей.
В 1935 году площадь Асарской волости составляла 56,9 км², при населении 1054 жителя. В 1945 году в Асарской волости Илукстского уезда были созданы Асарский и Варкавский сельские советы. После отмены в 1949 году волостного деления Асарский сельсовет входил поочерёдно в состав Акнистского (1949—1956), Илукстского (1956—1962), Даугавпилсского (1962—1967) и Екабпилсского (1967—2009) районов.
В 1951 году к Асарскому сельсовету был присоединён ликвидированный Варкавский сельсовет, в 1961 году — территория колхоза «Центиба» Слатского сельсовета. В 1977 году части Асарского сельсовета были переподчинены Слатскому сельсовету и Акнистской сельской территории.
В 1990 году Асарский сельсовет был реорганизован в волость. В 2009 году, по окончании латвийской административно-территориальной реформы, Асарская волость вошла в состав Акнистского края.
В 2021 году в результате новой административно-территориальной реформы Акнистский край был упразднён, Асарская волость была включена в Екабпилсский край.